# Денніс Фаріна
Денніс Фаріна (англ. Dennis Farina; 29 лютого 1944 — 22 липня 2013) — американський актор.

## Біографія
Денніс Фаріна народився 29 лютого 1944 року в Чикаго, штат Іллінойс, у сім'ї вихідців з Італії. Батько Джозеф був лікарем, а мати Іоланда — домогосподаркою. Також у сім'ї було ще три брати та три сестри. Служив три роки в армії, а потім 18 років у поліції Чикаго, з 1967 по 1985 рік.

## Кар'єра
Фаріна почав працювати поліційним консультантом у фільмах режисера Майкла Манна, у якого зіграв невелику роль у фільмі «Злодій» (1981). Здобув популярність після виходу телесеріалу «Кримінальна історія» (1986—1988), де зіграв поліціянт Майка Торелло. Знімався у таких фільмах, як «Кодекс мовчання» (1985), «Мисливець на людей» (1986), «Встигнути до опівночі» (1988), «На відстані удару» (1993), «Знайти коротуна» (1995), «Врятувати рядового Раяна» (1998), «Азартні ігри» (2000), «Великий куш» (2000) та телесеріалі «Закон і порядок» (2004—2006).

## Особисте життя
З 1970 по 1980 рік був одружений з Патрицією, у них народилося троє синів: Денніс, Майкл і Джозеф.
Помер від легеневої емболії 22 липня 2013 року в госпіталі міста Скоттсдейл, штат Аризона.

## Фільмографія

### Фільми
| Рік  |   | Українська назва               | Оригінальна назва                  | Роль                  |
| ---- | - | ------------------------------ | ---------------------------------- | --------------------- |
| 1981 | ф | Злодій                         | Thief                              | Карл                  |
| 1985 | ф | Кодекс мовчання                | Code of Silence                    | детектив Дорато       |
| 1986 | ф | Джо Джо Танцюрист, життя кличе | Jo Jo Dancer, Your Life Is Calling | Фредді                |
| 1986 | ф | Мисливець на людей             | Manhunter                          | Джек Кроуфорд         |
| 1988 | ф | Встигнути до опівночі          | Midnight Run                       | Джиммі Серрано        |
| 1990 | ф |                                | Men of Respect                     | Бенкі                 |
| 1990 | ф |                                | Havana                             | помічник Джо Вольпе   |
| 1992 | ф |                                | Mac                                | містере Стюндер       |
| 1992 | ф |                                | We're Talking Serious Money        | Сол                   |
| 1993 | ф | Стеження 2                     | Another Stakeout                   | Браян О'Гара          |
| 1993 | ф |                                | Romeo Is Bleeding                  | Нік                   |
| 1993 | ф | На відстані удару              | Striking Distance                  | капітан Нік Детілло   |
| 1995 | ф | Знайти коротуна                | Get Shorty                         | Рей Барбоні           |
| 1996 | ф | Едді                           | Eddie                              | тренер Джон Бейлі     |
| 1997 | ф | Це давнє почуття               | That Old Feeling                   | Ден Де Мора           |
| 1998 | ф | Поза полем зору                | Out of Sight                       | Маршалл Сіско         |
| 1998 | ф | Врятувати рядового Раяна       | Saving Private Ryan                | підполковник Андерсон |
| 1999 | ф | Загін «Стиляги»                | The Mod Squad                      | Грір                  |
| 2000 | ф | Азартні ігри                   | Reindeer Games                     | Джек Бенгз            |
| 2000 | ф | Великий куш                    | Snatch.                            | «Кузен» Аві Деновіц   |
| 2008 | ф | Пригоди у Веґасі               | What Happens in Vegas...           | Річард Бенджер        |

### Серіали
| Рік       |   | Українська назва               | Оригінальна назва          | Роль                                      |
| --------- | - | ------------------------------ | -------------------------- | ----------------------------------------- |
| 1984—1989 | с | Поліція Маямі                  | Miami Vice                 | Альберт Ломбард (3 епізоди)               |
| 1985      | с |                                | Hardcastle and McCormick   | Ед Колі (епізод: "Undercover McCormick")  |
| 1985      | с |                                | Hunter                     | Вік Терранова (2 епізоди)                 |
| 1985      | с |                                | Remington Steele           | поліціянт (епізод: "Steele Trying")       |
| 1986      | с |                                | Lady Blue                  | Джо Кауфман (епізод: "Sylvie")            |
| 1986—1988 | с |                                | Crime Story                | лейтенант Майк Торелло (44 епізоди)       |
| 1992      | с | Байки зі склепу                | Tales from the Crypt       | Ентоні (епізод: "Werewolf Concerto")      |
| 2004—2006 | с | Закон і порядок                | Law & Order                | детектив Джо Фонтана (46 епізодів)        |
| 2005      | с | Закон і порядок: Суд Присяжних | Law & Order: Trial by Jury | детектив Джо Фонтана (епізод: "Skeleton") |
| 2011—2012 | с | Удача                          | Luck                       | Гас Деметріо (10 епізодів)                |